# فیونا سیت
فیونا سیت (انگلیسی: Fiona Sit؛ زادهٔ ۱۱ اوت ۱۹۸۱) خواننده و هنرپیشه اهل هنگ کنگ است. از فیلم‌هایی که وی در آن نقش داشته است می‌توان به بونتی و ۱۲ مرغابی طلایی اشاره کرد.